# Bleiken bei Oberdiessbach
Bleiken bei Oberdiessbach es una comuna suiza del cantón de Berna, situada en el distrito administrativo de Berna-Mittelland. Limita al norte con las comunas de Oberdiessbach y Herbligen, al este con Buchholterberg, al sur con Fahrni, y al oeste con Brenzikofen.
Hasta el 31 de diciembre de 2009 situada en el distrito de Konolfingen.

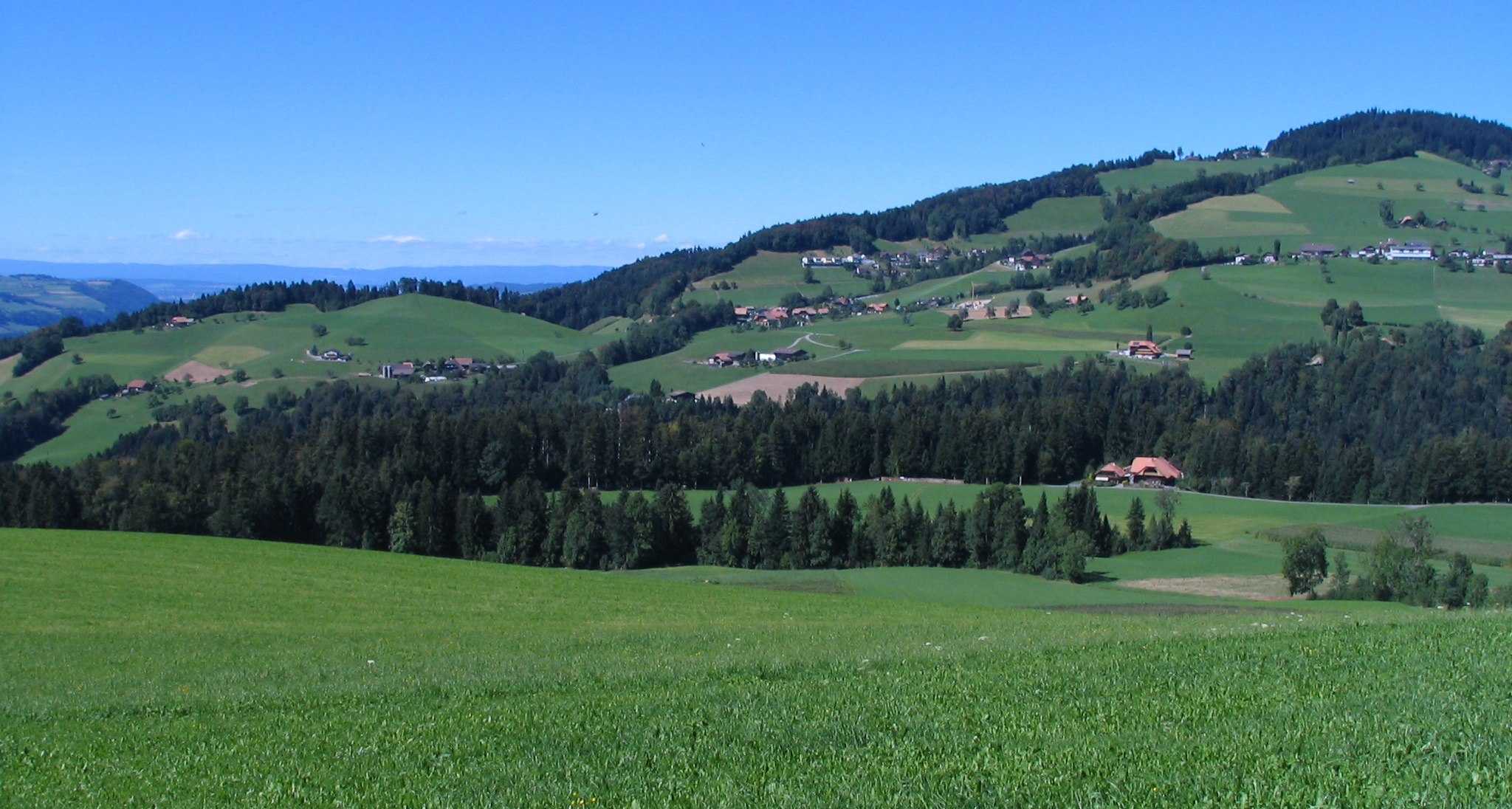
Vista de Bleiken bei Oberdiessbach.